# Selenops littoricola
Selenops littoricola är en spindelart som beskrevs av Embrik Strand 1913. Selenops littoricola ingår i släktet Selenops och familjen Selenopidae. Inga underarter finns listade i Catalogue of Life.